# Barraca del Turó de la Guàrdia
La barraca del Turó de la Guàrdia, o barraca A-11, és una barraca de vinya situada al municipi de Subirats (Alt Penedès), en una terrassa abandonada sobre el camí que des de Sant Pau d'Ordal va a Can Mata del Racó, al turó de la Guàrdia.
Construïda en pedra seca, situada en el desnivell d'una petita pendent, de planta circular i forma troncocònica, de 2 m de diàmetre a la base i una alçada màxima de 2,60 m. Presenta una fornícula al seu interior. La construcció és de la tipologia de sostre de falsa volta, típic en aquestes edificacions (acostament de filades de pedra seca, sense cap mena de material d'unió). El llindar de la porta està fet, als laterals, amb les mateixes pedres irregulars que conformen la paret de la barraca, molt ben alineades; una gran llosa colocada horitzontalment fa de llindar superior. El portal està orientat al sud, amb una alçada de 120 cm, un ample de 60 cm i un gruix de 75 cm.
Al contrari de la majoria d'aquest tipus de barraques, la falsa volta de pedra que forma la cúpula de l'edificació no presenta una llosa que la tanca, sinó que és l'acostament de pedres més petites el que manté tancada la coberta. El sostre no està cobert amb terra.
El codi utilitzat en la denominació d'aquesta barraca (lletra + número) procedeix d'un estudi realitzat per Araceli Soler i Jaume Rovira, que intenta sistematitzar la informació sobre aquests elements arquitectònics al terme de Subirats. La denominació 'Barraca del Turó de la Guàrdia' és el nom popular amb què es coneix aquest element, per la seva ubicació al turó de la Guàrdia.